# ABCD
ABCD – wspólny album studyjny warszawskiego rapera Ero oraz szczecińskiego rapera Głowa PMM. Za produkcję wszystkich utworów na albumie odpowiadał szczeciński producent Remazz, natomiast za scratche byli odpowiedzialni DJ Twister oraz DJ Falcon.

## Lista utworów
| Nr  | Tytuł utworu                         | Długość |
| --- | ------------------------------------ | ------- |
| 1.  | „Intro”                              |         |
| 2.  | „Przyszliśmy Wyjaśnić”               |         |
| 3.  | „Jeden Strzał”                       |         |
| 4.  | „Sean Price Tribute Freestyle”       |         |
| 5.  | „Nie Znam Nut” (Gościnnie: Cywinsky) |         |
| 6.  | „Salut”                              |         |
| 7.  | „Nasz Jazz”                          |         |
| 8.  | „Prąd”                               |         |
| 9.  | „Fach” (Gościnnie: Hinol)            |         |
| 10. | „Ostateczna Oferta”                  |         |

## Listy sprzedaży
| Terytorium | Lista | Pozycja | Źr.   |
| ---------- | ----- | ------- | ----- |
| Polska     | OLiS  | 6       | [ 4 ] |